# Spider-Man: The Video Game
Spider-Man: The Video Game, также известен как Spider-Man — beat ’em up 1991 года для аркадных автоматов, разработанный Sega и основанный на супергерое Marvel Comics Человеке-пауке.

## Геймплей
Игра была выпущена для аркадных автоматов с оплатой монетами на базе оборудования Sega System 32. В игру можно играть как в одиночку, так и в кооперативе до четырёх игроков. Каждый персонаж может задействовать особую атаку, связанную с его суперсилой, однако вместе с тем уменьшается его здоровье.
На уровнях игра представляет собой сайд-скроллер в жанре beat ’em up, о чём свидетельствует отдаляющаяся камера. Во время битвы с боссами персонажи становятся крупнее и более детализированными.
Игра была разделена на четыре акта, в ходе которых игроку предстоит столкнуться с различными суперзлодеями, включая: Кингпина, Венома и его клонов-симбиотов, Доктора Осьминога, Электро, Ящера, Скорпиона, Песочного человека, Зелёного гоблина, Хобгоблина и, наконец, Доктора Дума.
Саундтрек к игре Spider-Man: The Video Game частично состоит из мелодий из аркадной игры Quartet 1986 года.

## Сюжет
Человек-паук и его союзники (Чёрная кошка, Соколиный глаз и Подводник) должны забрать мистический артефакт сначала у Кингпина, а затем у Доктора Дума.

## Разработка
Spider-Man: The Video Game была представлена на выставки развлечений в Лас-Вегасе в 1991 году.

## Критика
В Японии, в выпуске от 1 ноября 1991 года Game Machine поместил Spider-Man на 14-е место среди «самых успешных игр для аркадных автоматов месяца». В США, она стала самой прибыльной новой игрой для автоматов в ноябре 1991 года. В тот же период она стала одной из самых популярных игр для портирования в Австралии.
В ноябрьском выпуске Sinclair User за 1991 год Spider-Man: The Video Game вошла в список «игр, которые, скорее всего, спасут Вселенную», в качестве одной из лучших игр о супергероях, наряду с Captain America and the Avengers и Captain Commando.
Игра была рассмотрена в 1992 году в 177 выпуске Dragon Хартли, Патрицией и Кирком Лессером в колонке «Роль компьютеров». Рецензенты присудили ей 5 звёзд из 5.
В январском выпуске журнала Computer and Video Games за 1992 год она получила положительную оценку, в частности за возможность играть в кооперативе, «невероятную графику» с «огромными, красиво анимированными спрайтами и впечатляющим эффектом увеличения / уменьшения масштаба» и «16 различных уровней».